# Paranthrene anthrax
Paranthrene anthrax là một loài bướm đêm thuộc họ Sesiidae. Nó được biết đến ở Sierrra Leone.